# Trattato di Amritsar (1846)
Il trattato di Amritsar, stipulato tra il Regno Unito e il raja Gulab Singh di Jammu dopo la prima guerra anglo-sikh, istituì lo Stato principesco di Jammu e Kashmir.

## Contesto
Durante la prima guerra anglo-sikh, Gulab Singh aiutò l'Impero britannico contro l'Impero Sikh. Il 9 marzo 1846, dopo la sconfitta dei sikh, tra il settenne maharaja Duleep Singh e l'Impero britannico fu firmato il trattato di Lahore.
L'articolo 12 del trattato di Lahore recitava:
Il trattato di Amritsar del 16 marzo 1846 formalizzò gli accordi tra il Governo britannico e Gulab Singh previsti dall'articolo 12 del trattato di Lahore.

## Il trattato
Il trattato di Amritsar riconobbe a Gulab Singh il titolo di maharaja e segnò l'inizio del dominio dei Dogra nel Kashmir.
Con l'articolo 1 del trattato, Gulab Singh acquisiva "tutto il territorio collinare o montuoso con le sue dipendenze situato a est del fiume Indo e a ovest del fiume Ravi, incluso Chamba ed escluso Lahul, che fa parte dei territori ceduti al governo britannico dallo Stato di Lahore in base alle disposizioni dell'articolo 4 del trattato di Lahore". L'articolo 2 prevedeva che il confine orientale dei territori acquisiti sarebbe stato stabilito da una commissione nominata dai britannici e da Gulab Singh. In base all'articolo 3 Gulab Singh doveva pagare 75 lakh (7,5 milioni) di rupie Nanukshahee al Governo britannico. Gli articoli 4 e 5 stabilivano che i limiti dei territori di Gulab Singh non potevano essere modificati senza il consenso del Governo britannico e che Gulab Singh avrebbe sottoposto qualsiasi controversia con gli stati confinanti all'arbitrato del Governo britannico, attenendosi alle decisioni di quest'ultimo. In base all'articolo 6, Gulab Singh si impegnava, per sé e per i suoi eredi, a unirsi, con tutte le sue forze militari, alle truppe britanniche impiegate nelle colline o nei territori adiacenti ai suoi possedimenti. In base all'articolo 7, Gulab Singh si impegnava a non prendere o mantenere al suo servizio nessun suddito britannico o di uno Stato europeo o americano senza il consenso del Governo britannico. In base all'articolo 8, Gulab Singh si impegnava a rispettare quanto previsto dagli articoli 5, 6 e 7 dell'accordo firmato dal Governo britannico e dal durbar di Lahore l'11 marzo 1846. In base all'articolo 9, il governo britannico si impegnava a dare il proprio aiuto a Gulab Singh nel proteggere i territori di quest'ultimo dai nemici esterni. Con l'articolo 10 Gulab Singh riconosceva la supremazia del Governo britannico e si impegnava a versare dei tributi annuali.
Non avendo le risorse per occupare una regione così vasta subito dopo aver annesso parte del Punjab, i britannici imposero a Gulab Singh un'indennità di guerra di 75 mila rupie Nanukshahee. I membri della corte di Lahore (in particolare Lal Singh) incitarono allora il governatore del Kashmir a ribellarsi contro Gulab Singh, ma ribellione fu sconfitta, grazie soprattutto all'azione di Herbert Edwardes, assistente residente a Lahore. 